# Maria Leonor
Maria Leonor Leite Pereira Magro, més coneguda com a Maria Leonor (1920—1987), va ser una famosa locutora de ràdio portuguesa.

## Biografia
Maria Leonor Leite Pereira Magro va néixer a Lisboa el 1920. Va començar la seva carrera als 24 anys a Rádio e Televisão de Portugal. Estava casada amb el locutor Pedro Moutinho, del que se'n separaria anys més tard. És mare de Luis Moutinho, que fou músic dels Deltons, Sheiks i Tyree Glenn Junior Band.
Maria Leonor fou convidada en 1950 a gravar, a Londres i Paris, el disc del primer servei d'hore de la llavors Companhia dos Telefones, sent el primer "rellotge parlant" del món. Va col·laborar al magazín Cinema 64, en el que va entrevistar a Roger Moore, Sammy Davis Jr., Dalida e Fernandel. També va treballar per la BBC i ORFT.
En 1977 va formar part del jurat del programa A Visita da Cornélia de la RTP. L'any següent va presentar el programa Arquivos de Sábado que formava part de les retrospectives sobre els 20 anys de (1957-1977). També va ser directora de programes del Canal 1 de la RTP.
Va morir el 9 de febrer de 1987 als 67 anys.

## Distincions
- Va rebre a Espanya un dels Premis Ondas 1962 com a millor locutora internacional.[6]
- El 1962 va rebre el Prémio Bordalo en la categoria de ràdio junt amb Artur Agostinho com a "Millors locutors", entregat per la Casa da Imprensa al Pavilhão dos Desportos de Lisboa, el 14 de febrer 1963.[7]
- Va rebre el Prémio da Imprensa (1968), o Prémio Bordalo, en la categoria de ràdio, com a "Prémio de Mérito" quant a locutora d'Emissora Nacional.[7]
- En 1981 va rebre la Medalla de Mèrit de la Cambra Municipal de Lisboa.[2]
- El 2 d'abril de 1982 va rebre la comanda de l'Orde de l'Infant Dom Henrique.[8]
- Prémio Bordalo 1981 (el tercer), el a categoria Ràdio, com a premi a la seva carrera.[7]